# Anita Raj
Anita Raj (13 de agosto de 1962) es una exactriz de Bollywood, que fue muy popular en la década de 1980. Comenzó su carrera en el cine Hindi con la historia de amor Premgeet (1982) opuesto a Raj Babbar. Durante el rodaje de la película Karishma Kudrat Ka ella y el director Sunil Hingorani se enamoraron y se casaron en 1986. Su padre Jagdish Raj fue un conocido actor de cine Hindi.

## Filmografía
- Chaar Din Ki Chandni (2012)
- Thodi Life Thoda Magic (2007)
- Sagar Sangam (2000)
- Gehra Raaz(1996)
- Ghar Ki Izzat... ó The Honor of the House (Título internacional en inglés) (1994).... Sheela S. Kumar
- Adharm (1992).... Sharda
- Mehndi Shagna Di (1992)
- Virodhi (1992).... Mrs. Shekhar
- Swarg Jaisaa Ghar (1991).... Savitri
- Kaun Kare Kurbanie (1991).... Anita A. Singh
- Jasa Baap Tashi Poore (1991).... Dr. Anita
- Maut Ki Sazaa (1991) (como Anita Raaj).... Jyotsna
- Zimmedaaar(1990) (como Anita Raaj).... Anita
- Hum Se Na Takrana(1990).... Sundari
- Pati Patni Aur Tawaif (1990).... Kiran
- Khatarnaak (1990).... Helena
- Sher Dil (1990)
- Abhimanyu (1989).... Lalita
- Billoo Badshah(1989)
- Clerk (1989).... Pooja
- Asmaan Se Ooncha (1989).... Anita Malik
- Jurrat (1989).... Julie
- Nafrat Ki Aandhi (1989).... Radha
- Taaqatwar (1989) (como Anita Raaj).... Anju Khurana
- Paanch Fauladi (1988).... Annu
- Paap Ko Jalaa Kar Raakh Kar Doonga (1988) (como Anita Raaj).... Vandana
- Ghar Ghar Ki Kahani (1988).... Deepa
- Mahaveera (1988).... Dancer
- Saazish (1988).... Roma
- Sagar Sangam... ó The Meeting of Rivers (Título en inglés) (1988).... Subitra
- Shiv Shakti (1988)
- Zalzala (1988).... Sheela
- Insaf Ki Pukar(1987) (como Anita Raaj).... inspectora de policía Sheela
- Hiraasat (1987) (como Anita Raaj).... Renu
- Satyamev Jayate (1987) (como Anita Raaj).... Vidya Kaul
- Hawalaat (1987).... Salma/Shamim Khan
- Insaniyat Ke Dushman (1987).... Shashi
- Ek Aur Sikander (1986).... Basanti Tangewali
- Asli Naqli (1986).... Anita
- Mazloom(1986) (como Anita Raaj).... Purnima 'Poonam' A. Singh/Purnima V. Singh
- Teesra Kinara (1986)
- Pyar Kiya Hai Pyar Karenge (1986).... Shobha
- Kala Dhanda Goray Log (1986) (como Anita Raaj).... Sandhya
- Ilzaam(1986).... Kamal
- Jwala (1986).... Mastani
- Mera Haque (1986).... Bijli
- Mohabbat Ki Kasam (1986)
- Lover Boy (1985).... Bijli
- Masterji (1985).... Shobha
- Ghulami (1985).... Tulsi
- Jaan Ki Baazi (1985)
- Karishma Kudrat Kaa (1985).... Paro
- Karmyudh (1985).... Usha Saxena
- Yaar Kasam (1985) (como Anita Raaj)
- Zulm Ka Badla (1985) (como Anita Raaj).... Geeta A. Verma/Mrs. D'Sa
- Andar Baahar (1984)
- Laila (1984) (como Anita Raaj).... Padmini Singh
- Lakhon Ki Baat (1984).... Shobha Prakash
- Zameen Aasmaan(1984)
- Ab Ayega Mazaa (1984).... Nupur
- Bad Aur Badnaam (1984)
- Jeene Nahi Doonga (1984).... Bijli
- Achha Bura (1983).... Rita Roy
- Naukar Biwi Ka (1983).... Jyoti Nath 'Rani'
- Jeet Hamaari (1983) (como Anita Raj).... Anita
- Prem Tapasya (1983).... Anita
- Zara Si Zindagi (1983).... Kusum
- Dulha Bikta Hai (1982).... Shayla
- Mehndi Rang Layegi (1982)
- Prem Geet (1981).... Shikha

## Televisión
- Maya (Doordarshan) como Maya
- 24 (2013) como Naina Singhania
- Tumhari Paakhi (2013-2014) como Anuja, madre de Anshuman
- Ek Tha Raja Ek Thi Rani como Rajmata Priyamvada
- Eena Meena Deeka, con Reena Roy y Asha Sachdev
- Presentadora de Festivals of India, un documental de BBC[5]
- Aashiqui (1998-1999)